# 蒙多维新村
蒙多维新村（義大利語：Villanova Mondovì）是意大利库内奥省的一个市镇。总面积28平方公里，人口5811人，人口密度207.5人/平方公里（2009年）。ISTAT代码为004245。